# 青山 (東京都港區)

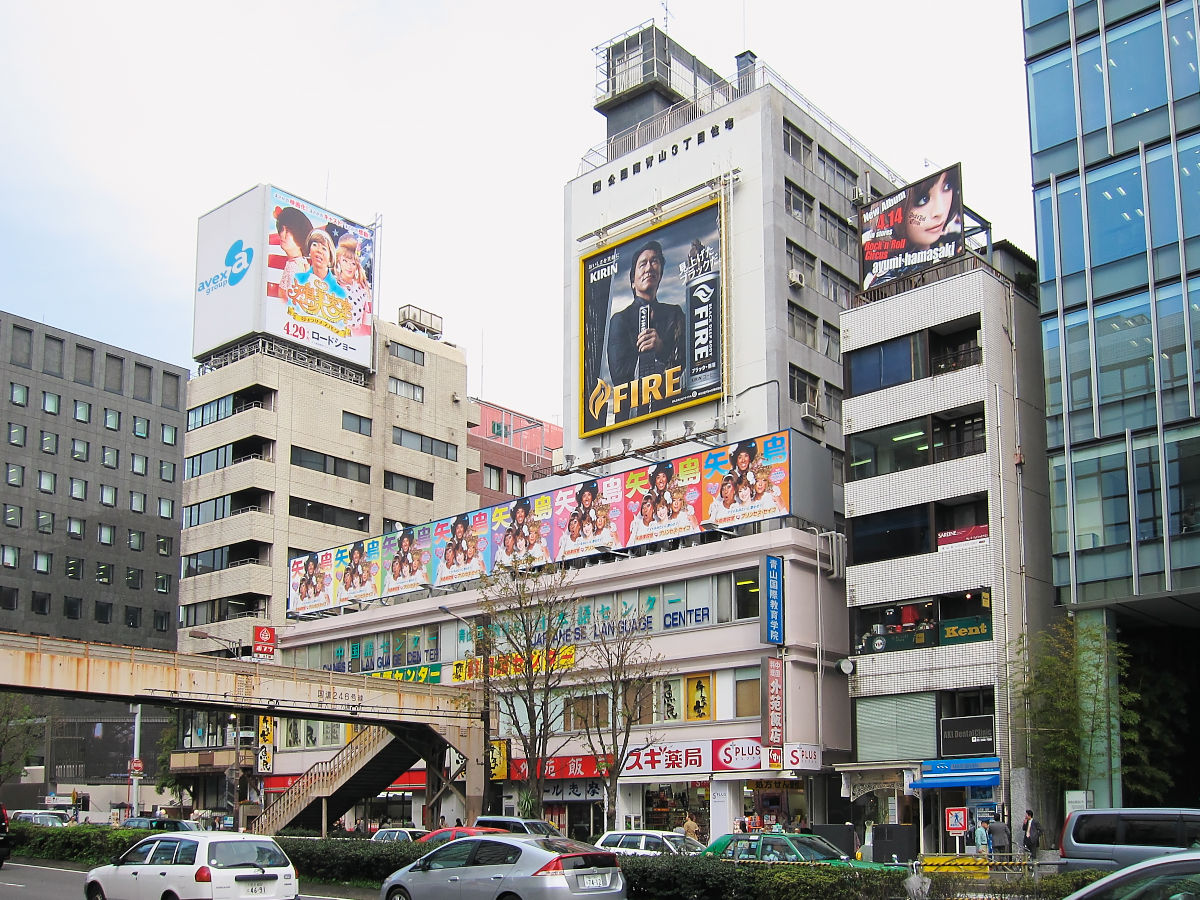
位在青山3丁目、由日本住宅公團在1960年代建築的住商混合住宅。這種下層為商店，上層作為公團住宅使用的建築型式是當時非常代表性的設計。

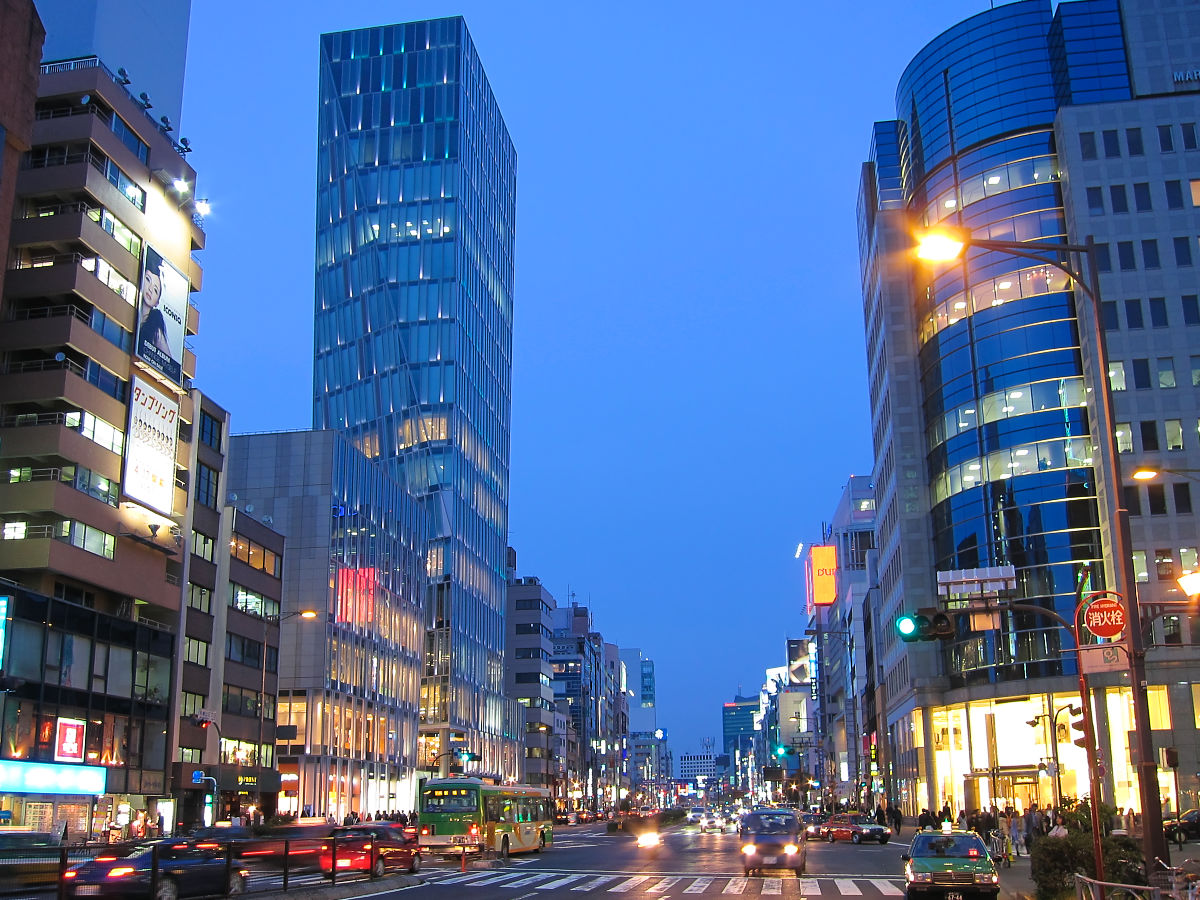
青山通是貫穿青山的主要道路之一，也是著名的國道246號之一部分。圖中所見是由南青山5丁目十字路口往表參道方向望去的景色。

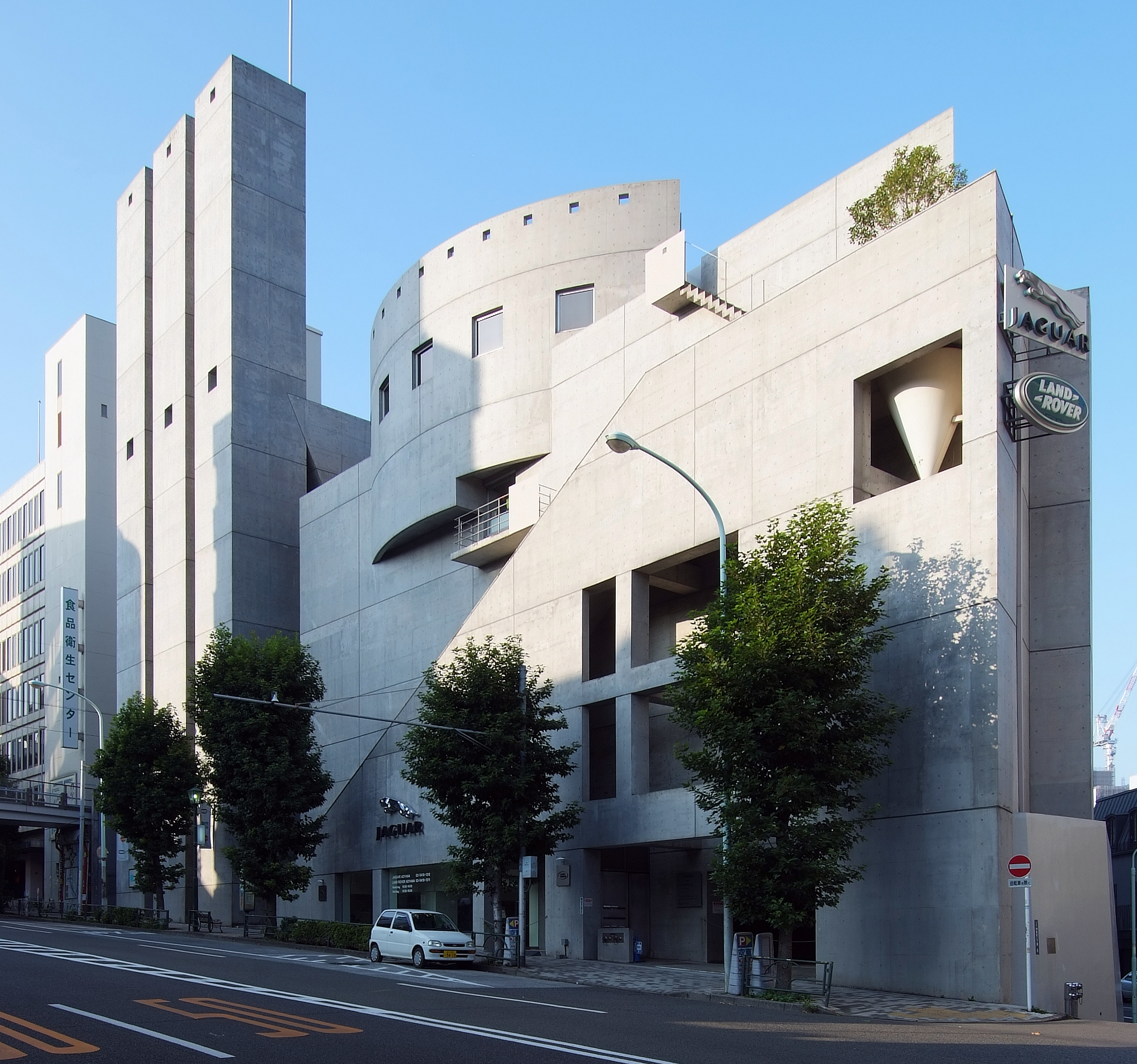
位在外苑西通與Kila通（キラー通り）交匯路口旁的TERRAZA（テラッツァ），是日本名建築師竹山聖在1990年代初期所完成的代表作品，也是青山地區的地標之一。該建築被積架汽車承租，作為其4S店使用。

青山（日语：／ Aoyama）是日本東京都港區的一個區域。包含了南青山1至7丁目與北青山1至3丁目的街區。德川家康的重臣青山氏曾經在此建有住宅，因而得名。
青山匯聚不少世界知名時裝品牌的商店，例如川久保玲設計的Comme des Garcons等，也是東京市區內的高級住宅區之一。

## 沿革
德川家康重臣青山家在此建立廣大的江戶藩邸下屋敷（相當於現在的別墅），因此周邊一帶被稱作青山（赤坂青山○○町）。
江戶時代，此地散布大名的下屋敷、平民的町屋（商家）、灌木林，明治以後發展為中產住宅區，1964年東京奧運期間將大幅擴張的厚木街道（大山街道）定名為青山通（國道246號），之後公寓、辦公大樓、高級服飾店等逐漸興起。青山因此從平民的住宅區轉變為高級時尚街。南青山2至4丁目仍有過去的平民住宅區風格。表參道交差點起，御幸通、骨董通、Kila通一帶，精品店與高級時裝店林立。

### 住居表示
1966年（昭和41年）10月實施住居表示並進行町名町域變更，以青山通為界分為北青山與南青山。
現在的北青山一丁目至三丁目與南青山一丁目至七丁目的範圍約等於住居表示實施前的赤坂青山北町與赤坂青山南町全域及赤坂青山三筋町、赤坂青山高樹町等町（除此之外，還包括相鄰的麻布笄町、麻布新龍土町、原宿一丁目、赤坂檜町、赤坂新坂町等一部分）。赤坂青山六軒町的東側與赤坂青山權田原町編入元赤坂二丁目。
赤坂青山高樹町的名稱仍留在首都高速道路的斜坡「高樹町」與六本木通骨董通交差點「高樹町交差點」等名稱中。

## 教育
高中
- 東京都立大田櫻台高等學校（日语：東京都立大田桜台高等学校）（舊東京都立赤坂高等學校（日语：東京都立赤坂高等学校））

初中
- 港區立青山中學校（日语：港区立青山中学校）

小學
- 港區立青山小學校（日语：港区立青山小学校）
- 港區立青南小學校（日语：港区立青南小学校）

幼稚園
- 港區立青南幼稚園

## 機構
企業
- 伊藤忠商事東京本社
- 健康保險組合聯合會（日语：健康保険組合連合会）（健保會館）
- 帝國DataBank（日语：帝国データバンク）本社
- 本田技研工業本社
- 住金物產（日语：住金物産）東京本社
- 青二Production本部
- 日本甲骨文本社
- KFLORIST（日语：KFLORIST）本社

外國相關機構
- 巴西大使館（日语：駐日ブラジル大使館）
- 吐瓦魯名譽總領事館
- 義大利政府觀光局
- 義大利貿易振興會

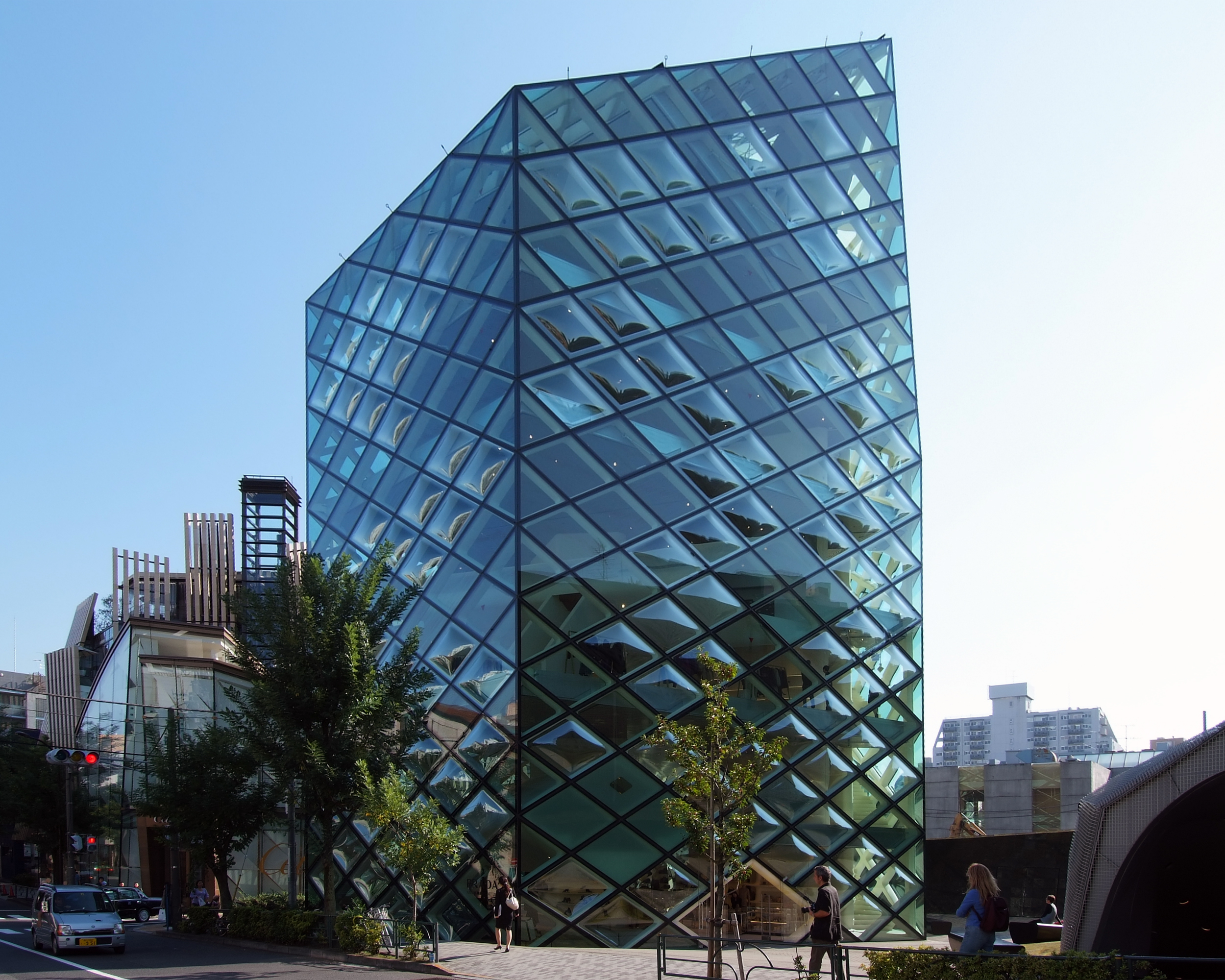
位在表參道上的普拉達青山店，是瑞士建築師事務所赫爾佐格和德梅隆（Herzog & de Meuron）代表性的作品之一。

- 駐日哥斯大黎加貿易部 センプロ・プロコマー東京連絡事務所
- 大連工業團地投資株式会社
- 中國甘肅省駐日事務所
- 法國香檳-阿登漢斯日本事務所
- 法國圖賴訥日本事務所
- 馬來西亞投資發展局東京事務所

店舗
- 紀之國屋 - 日本第一間超市（1953年開店）
- 嶋田洋書
- 普拉達（Prada）東京店：由瑞士建築師赫爾佐格和德梅隆所設計。

## 觀光
名勝
- 明治神宮外苑
- 根津美術館
- 岡本太郎紀念館
- 青山靈園
  - 外國人墓地（日语：外人墓地）
- 螺旋大樓

社寺
- 梅窗院
- 善光寺東京別院

古蹟
- 赤坂消防署發源地紀念碑

## 交通
- 鐵道
- 東京地下鐵 表参道站（○千代田線、○銀座線、○半藏門線）
- 東京地下鐵外苑前站（○銀座線）
- 東京地下鐵青山一丁目站（○銀座線、○半蔵門線）
- 都營地下鐵青山一丁目站（○大江戶線）

道路
- 國道246號（青山通）
- 東京都道319號環狀三號線（日语：東京都道319号環状三号線）（外苑東通）
- 東京都道412號霞關澀谷線（六本木通、骨董通（日语：骨董通り））
- 東京都道414號四谷角筈線
- 東京都道418號北品川四谷線（外苑西通）
- 表参道通

首都高速道路出入口
- 首都高速3號澀谷線